# Ordem do Pacto dos Presbiterianos Evangélicos
A Ordem do Pacto dos Presbiterianos Evangélicos ou Ordem da Aliança dos Presbiterianos Evangélicos - em inglês A Covenant Order of Evangelical Presbyterians -, conhecida nos Estados Unidos pela sigla ECO, é uma denominação presbiteriana formada em 2012, por um grupo conservador dissidentes da Igreja Presbiteriana (EUA).

## História
Entre 2012 e 2015 a Igreja Presbiteriana (EUA) passou por diversos conflitos internos envolvendo a mudança da sua doutrina oficial para que a denominação aceitasse o casamento entre pessoas do mesmo sexo e a ordenação de homossexuais.
Em razão disso, em 2012, diversas igrejas que se opunham as mudanças se desligaram da denominação maior e constituíram a ECO.
Após sua formação, ECO tornou-se a terceira maior denominação presbiteriana do país em número de membros.

## Estatísticas
| Ano  | Igrejas | Membros |
| ---- | ------- | ------- |
| 2012 | 49      | 20.000  |
| 2015 | 295     | 115.000 |
| 2017 | 303     | 121.000 |
| 2018 | 383     | 129.765 |
| 2022 | 400     | 127.000 |

Em 2017, um relatório da  Igreja Presbiteriana (EUA) informou que 303 igrejas e 121.000 membros deixaram a denominação, entre 2012 e 2017, para se juntar a ECO.
Em 2019 as estatísticas da ECO, em relação ao ano de 2018, relataram 129.765 membros, em 383 igrejas.
Em 2022, a denominação cresceu para 400 congregações. Todavia, seu número de membros declinou para cerca de 127.000.

## Doutrina
A denominação subscreve o Credo Niceno, Credo dos Apóstolos, Catecismo de Heidelberg, Confissão de Fé de Westminster, Catecismo Maior de Westminster e Breve Catecismo de Westminster e Declaração Teológica de Barmen.
A denominação se diferencia da Igreja Presbiteriana na América, Igreja Presbiteriana Ortodoxa e Igreja Presbiteriana Reformada Associada, porque estas denominações não permitem que mulheres sirvam como pastoras. A Igreja Presbiteriana Evangélica (EUA) permite que cada igrejas local tome sua decisão quanto a ordenação feminina.
A ECO se diferencia por defender abertamente a ordenação feminina em toda a denominação.

## Relações intereclesiásticas
A ECO faz parte da Comunhão Mundial das Igrejas Reformadas, Fraternidade Reformada Mundial e Associação Nacional de Evangélicos (EUA).